# Aeropuerto de Zielona Góra
El Aeropuerto de Zielona Góra (polaco: Port Lotniczy Zielona Góra-Babimost) (IATA: IEG, OACI: EPZG) es un aeropuerto internacional que se encuentra a  35 km  en el centro de la ciudad de Zielona Góray 95 km en el centro de la ciudad de Poznan.

## Aerolíneas y destinos
Las siguientes aerolíneas operan vuelos regulares al Aeropuerto de Zielona Góra:
| Aerolíneas          | Destinos                                            |
| ------------------- | --------------------------------------------------- |
| LOT Polish Airlines | Varsovia–Chopin Estacional: Gdańsk, Cracovia, Zadar |
| Pegasus Airlines    | Chárter estacional: Antalya                         |

## Estadística
| Año  | Pasajeros | kg de carga | Las operaciones de vuelo |
| ---- | --------- | ----------- | ------------------------ |
| 1999 | 198       | 0           | 100                      |
| 2000 | 207       | 0           | 36                       |
| 2001 | 5 624     | 0           | 615                      |
| 2002 | 7 598     | 0           | 681                      |
| 2003 | 7 813     | 0           | 1 237                    |
| 2004 | 3 949     | 0           | 400                      |
| 2005 | 427       | 0           | 163                      |
| 2006 | 8 316     | 0           | 1 107                    |
| 2007 | 6 739     | 0           | 714                      |
| 2008 | 5 237     | 0           | 614                      |
| 2009 | 2 955     | 3929        | 642                      |
| 2010 | 3 637     | 5205        | 668                      |
| 2011 | 6 940     | 1591        | 328                      |
| 2012 | 12 276    | 21          | 234                      |
| 2013 | 12 568    | 0           | 345                      |
| 2014 | 10 682    | 0           | 632                      |
| 2015 | 17 111    | 0           | 1 299                    |
| 2016 | 9 443     | 0           | 1 147                    |
| 2017 | 17 702    | 0           | 1 114                    |
| 2018 | 21 934    | 0           | 1 295                    |
| 2019 | 33 783    | 0           | 1 778                    |

Fuente: https://pl.wikipedia.org/wiki/Port_lotniczy_Zielona_Góra-Babimost